# مقاطعة غناباد
مقاطعة غناباد أو جناباد (بالفارسية: شهرستان گناباد) هي إحدى مقاطعات محافظة خراسان رضوي في إيران. مركز المحافظة هو مدينة غناباد. كان عدد سكان المدينة في إحصاء سنة 2006 حوالي 110,135 نسمة. كما تتبع المقاطعة مدينة كاخك.

## بعض الصور من مقاطعة غناباد

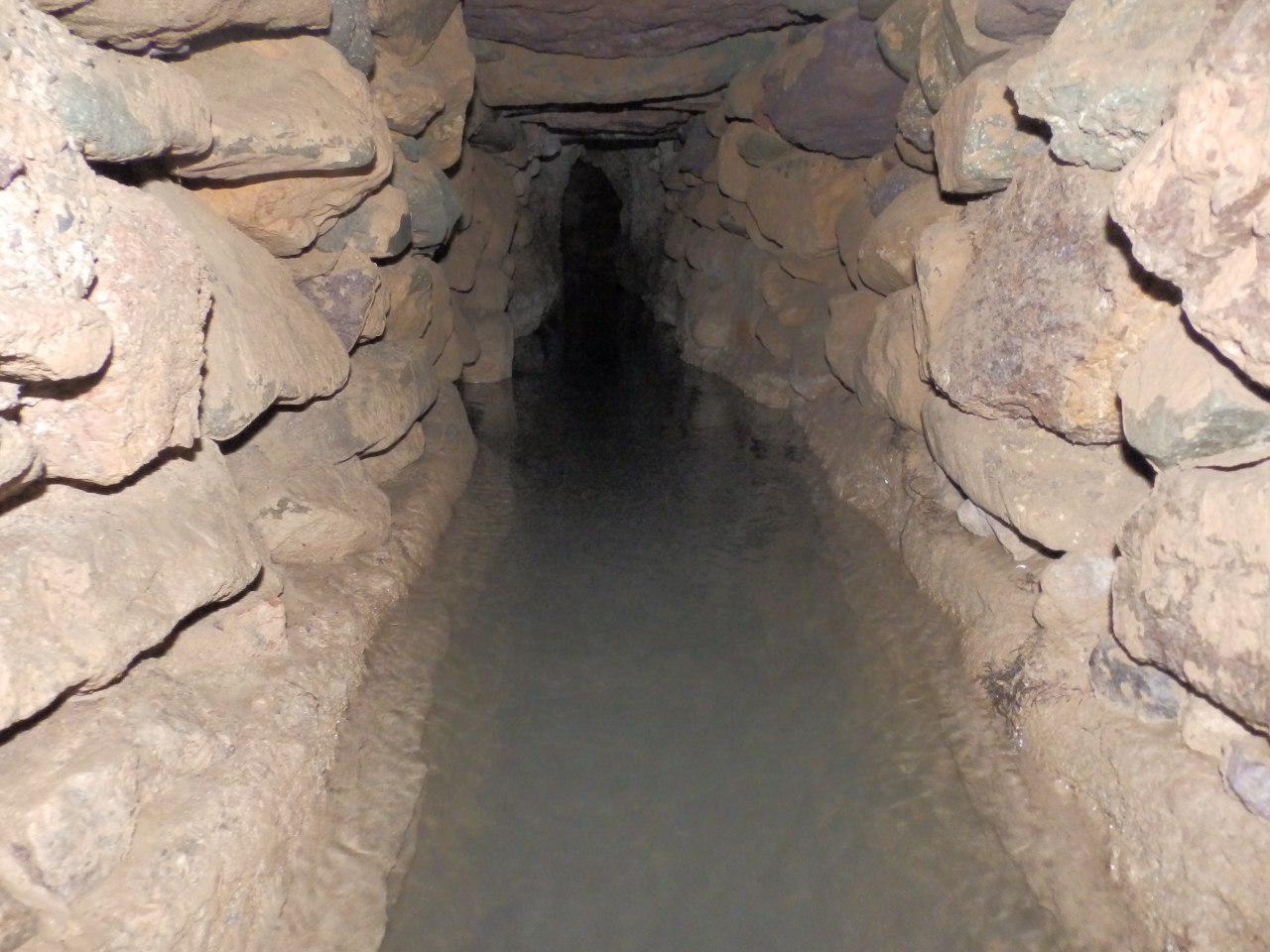
کاریز زیبد گناباد
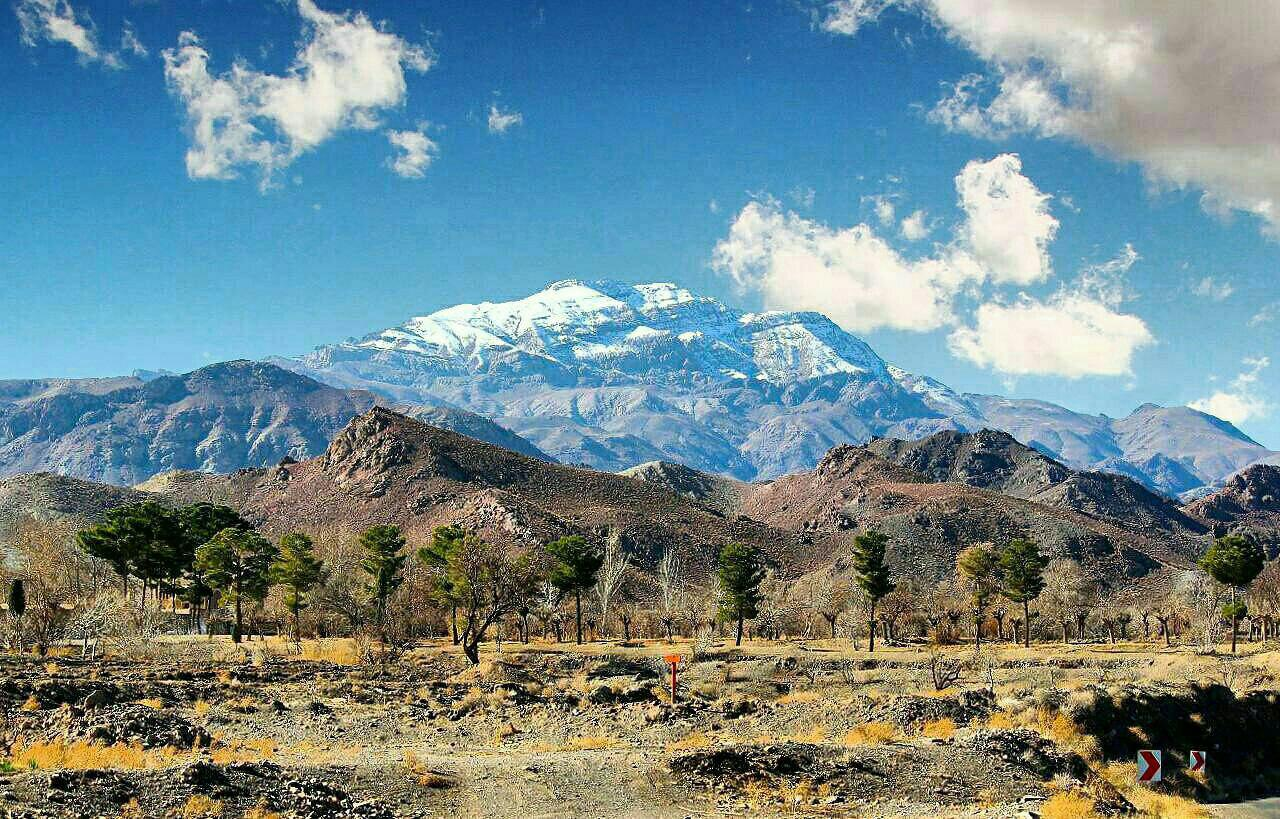
کوه زیبد گناباد
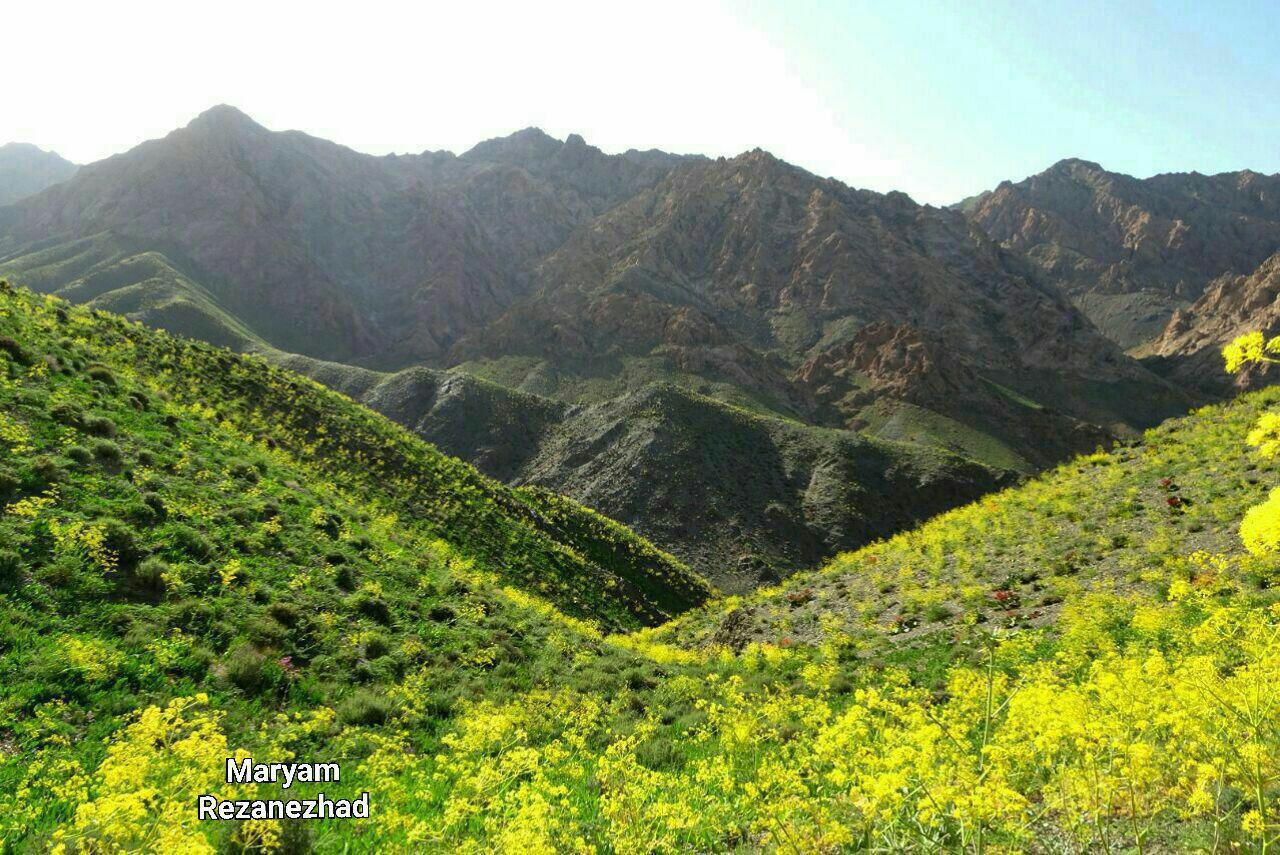
فرولا
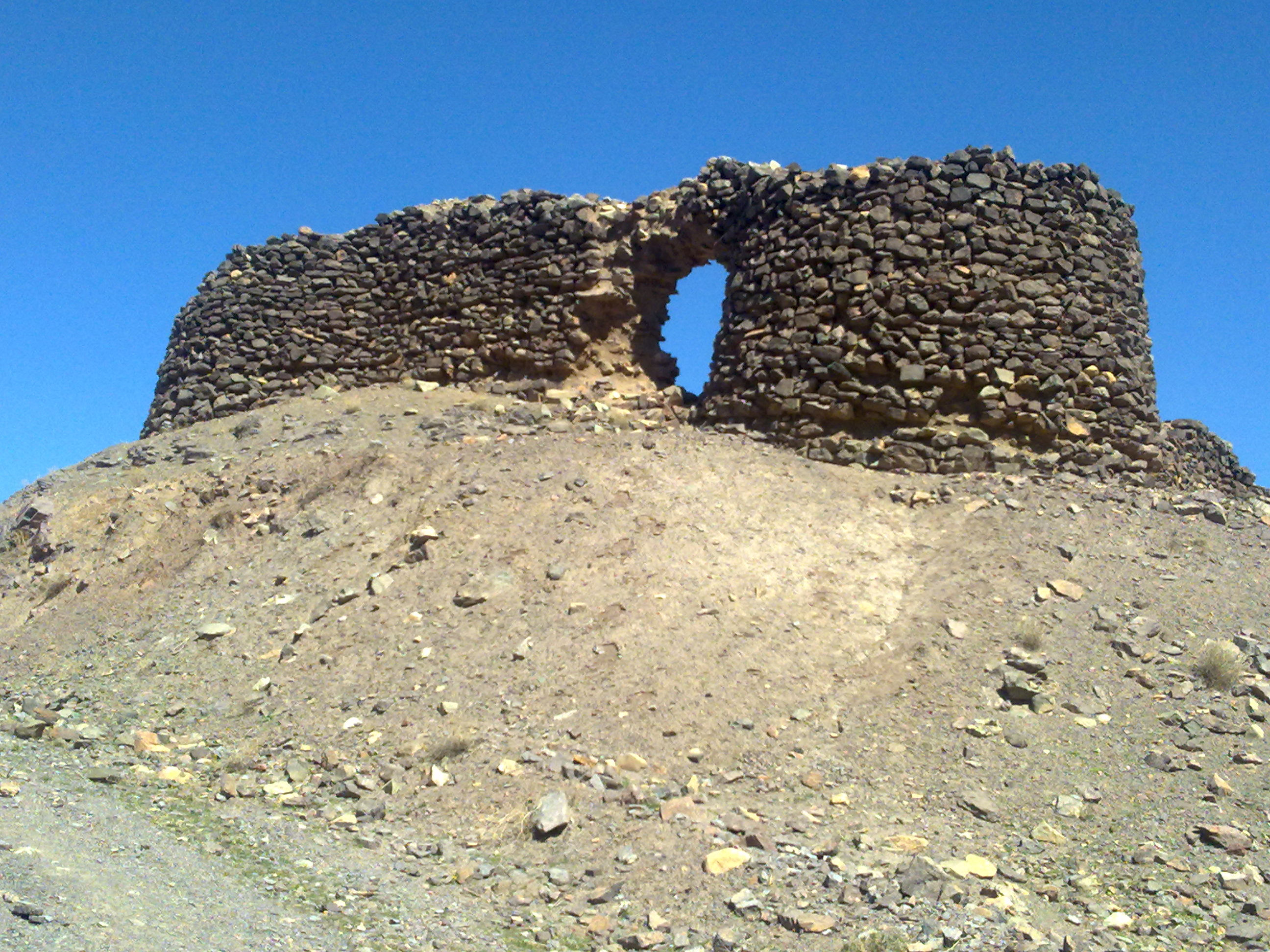
قلعه 12رخ
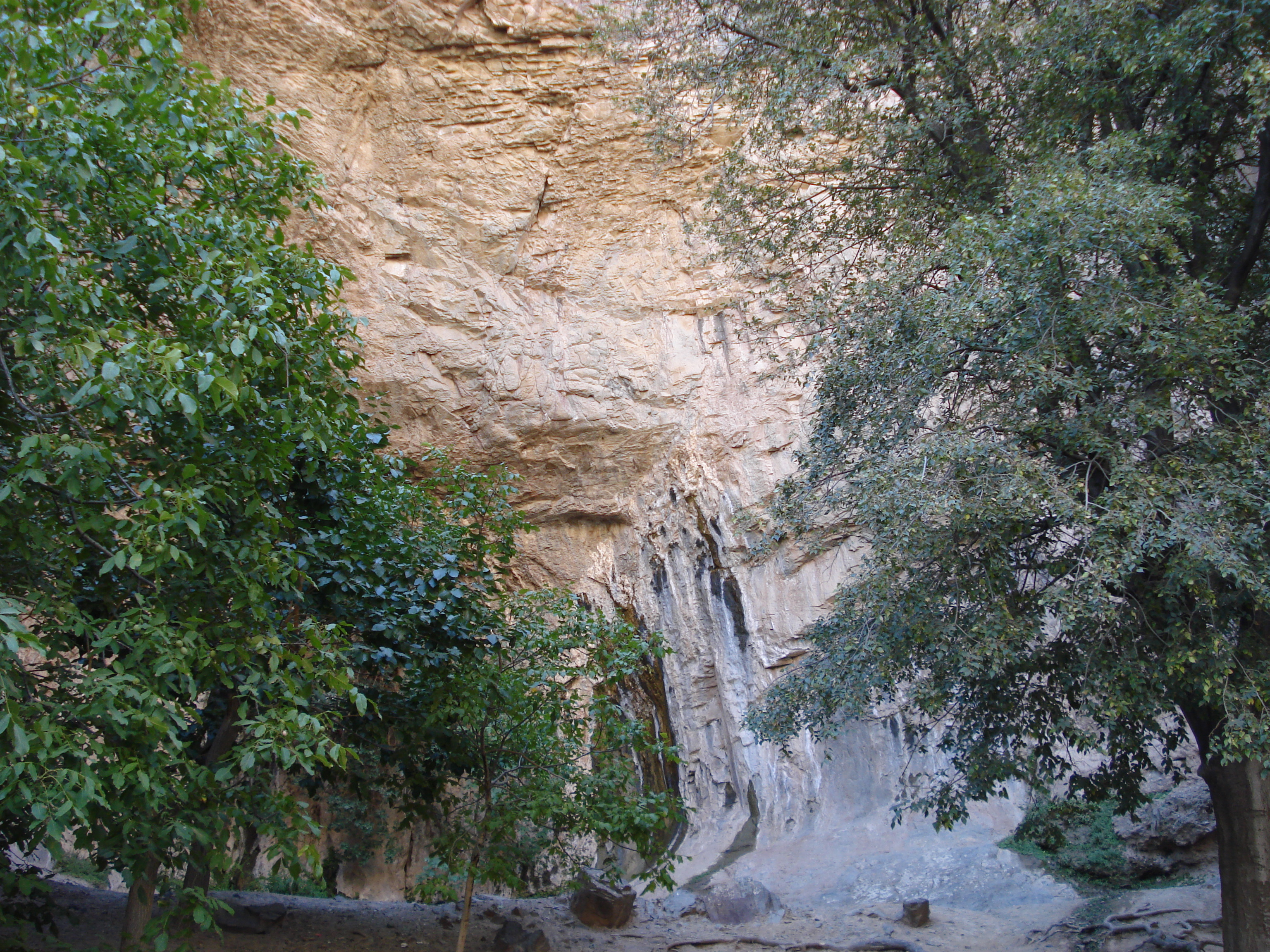
ایوان پیر
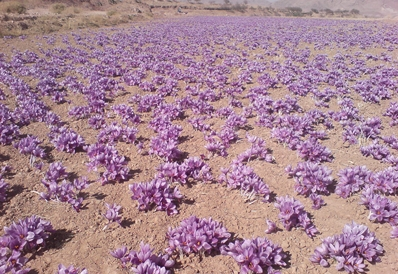
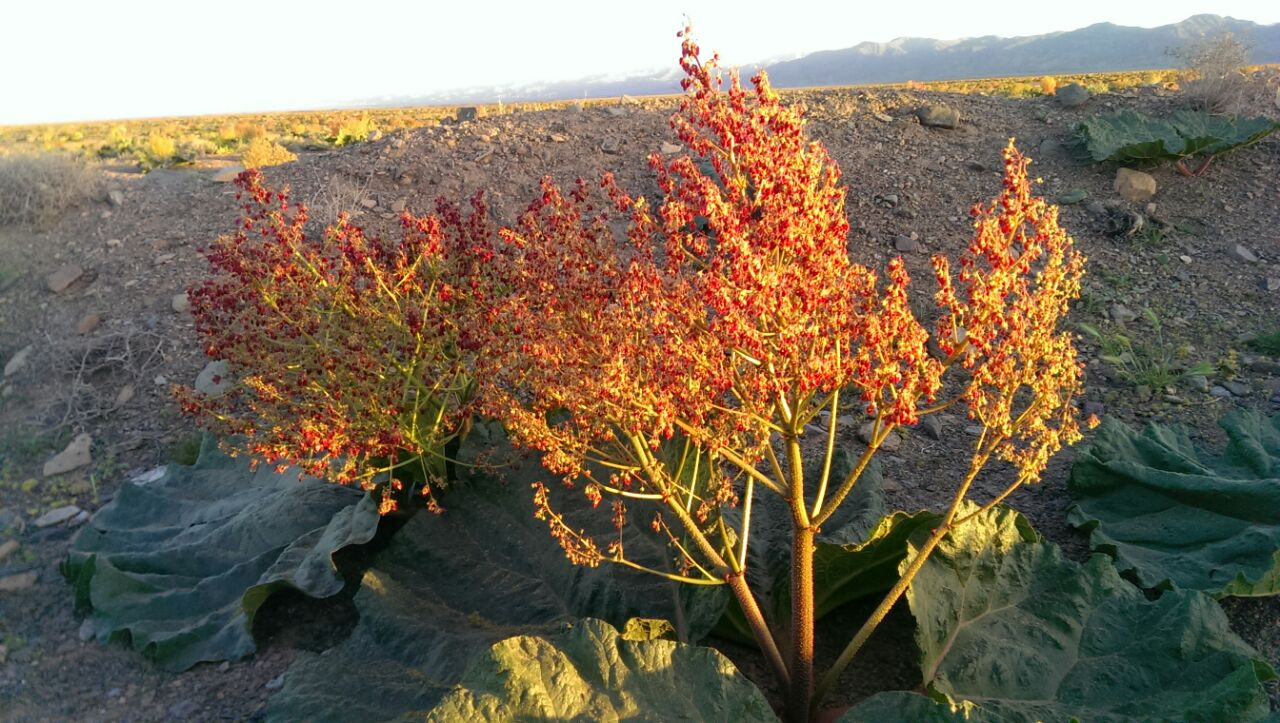
دشت ریواس
زیبد گناباد
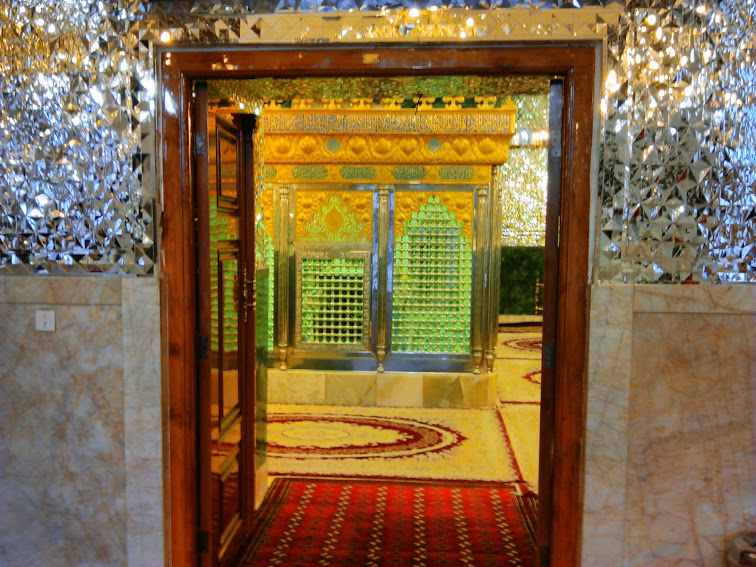
شهر کاخک